# Violet spikkelschijfje
Het violet spikkelschijfje (Saccobolus versicolor) is een schimmel behorend tot de familie Ascobolaceae. Hij komt voor op mest van koe, paard en schaap.

## Verspreiding
In Nederland komt het matig algemeen voor. Het staat niet op de rode lijst en is niet bedreigd. 